# Recess Cove
Die Recess Cove ist eine 4 km breite Bucht an der Danco-Küste des Grahamlands auf der Antarktischen Halbinsel. Sie liegt nordöstlich des Sepúlveda Point auf der Ostseite der Charlotte Bay.
Der Falkland Islands Dependencies Survey nahm 1955 eine Vermessung vor. Das UK Antarctic Place-Names Committee benannte sie 1957 so, weil sie eine Aussparung (englisch recess) im Küstenverlauf der Charlotte Bay darstellt.